# Pereš
Pereš (Hongaars: Peres) is een der kleinste stadsdelen van Košice en maakt deel uit van het district Košice II. De gemeente werd gesticht in 1938 en heeft een landelijk karakter.

## Topografie

### Ligging
Pereš ligt op een hoogte van 297 meter boven de zeespiegel en heeft een oppervlakte van 1,33 km² .
De gemeente ligt in het zuid-westen van de stad, op een afstand van ongeveer 7 km van het oude stadscentrum Staré Mesto. Ze is omringd door de volgende stadsdelen:
- Myslava in het noorden,
- Lunik IX in het oosten,
- Barca in het zuid-oosten,
- Poľov in het zuiden (slechts enkele tientallen meters raakvlak),
- Lorinčík in het zuiden en het westen.

### Straten
De volgende straten liggen geheel of gedeeltelijk binnen het stadsdeel:
" Betliarska, Bystrická, Gelnická, Haburská, Jasovská, Jelšavska, Krásnohorská, Krompašská, Medzevská, Na Košarisku, Perešká, Revúcka, Sabinovská, Svidnicka ".

## Geschiedenis
Pereš is een jong stadsdeel. Het verschijnt pas in de geschriften in 1937.
De eigenares van de toenmalige bosgrond waarop later Pereš werd gebouwd, was Alžbeta Hervayová uit Lorinčík. Op 2 maart 1937 diende ze een aanvraag in, om van het bos een boomgaard te maken. De overheid gaf een positief gevolg aan haar verzoek, en op 22 mei 1937 verkocht ze de grond. De koper, de heer Jarolím Holešovský en zijn 37 partners, vroegen aan het districtsbestuur van Košice toelating om de grond te verkavelen en er een dorp te bouwen. Op 3 juli 1938 werd de toestemming gegeven en kon de bouw beginnen. Elke kavel had aanvankelijk een oppervlakte van 38 aren. Dit werd mettertijd herleid tot ongeveer 18 aren.
Er werden wegen aangelegd met loodrechte straathoeken van 90 graden. Aanvankelijk was ook de aanleg van een centraal plein voorzien, maar dat werd niet verwezenlijkt.

## Bevolking
In 2019 bedroeg de bevolkingsdichtheid 1.546 inwoners per km².

## Bezienswaardigheden

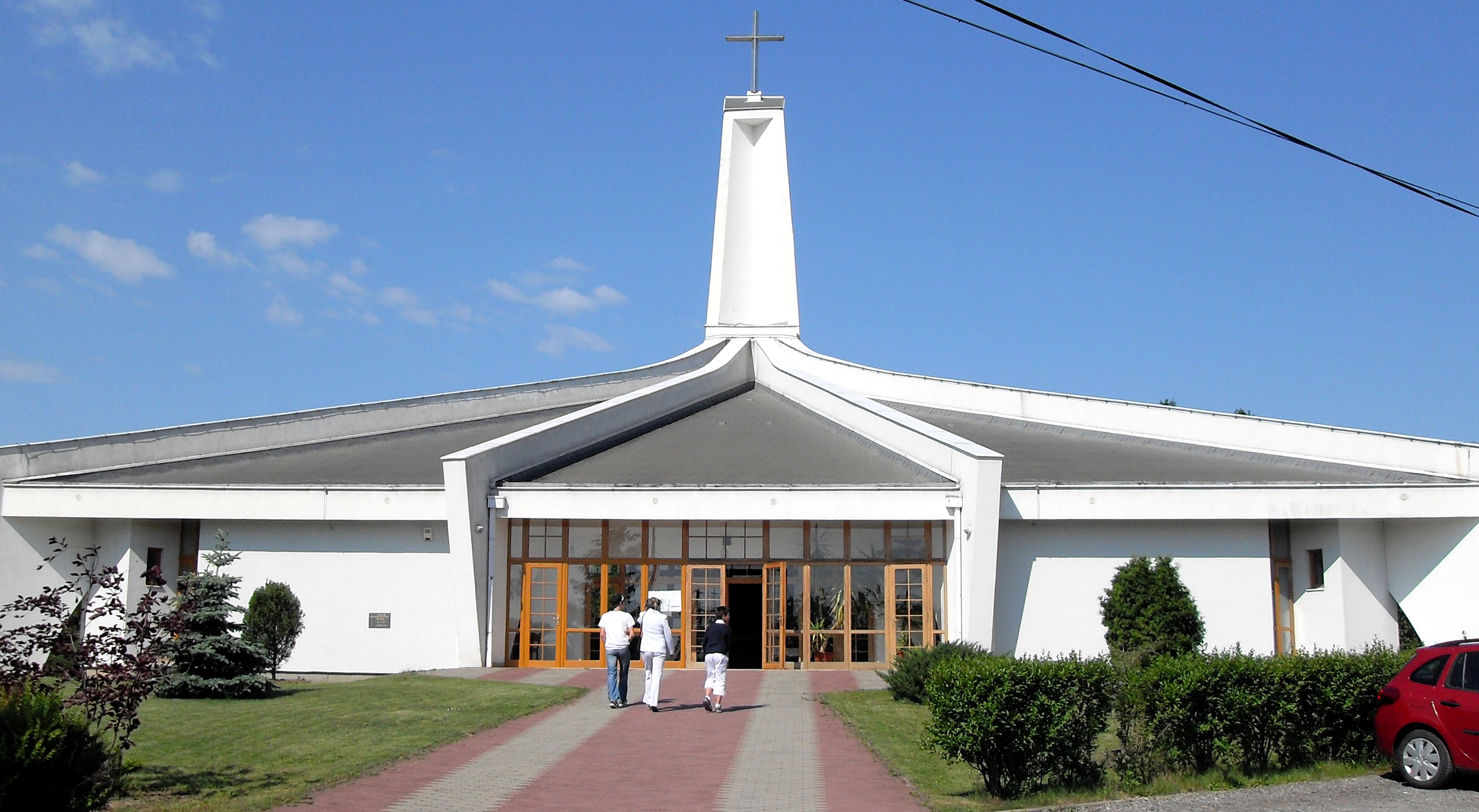
Heilige Drievuldigheidskerk

- De Heilige Drievuldigheidskerk is een modern bouwwerk en is gelegen aan de Gelnická ulica.

## Openbaar vervoer

### Treinen
Het station van Košice ligt op ongeveer 7,5 kilometer afstand. Daar zijn regelmatig verbindingen naar een grote verscheidenheid van bestemmingen, zowel naar binnen- als buitenland.

### Trams
Pereš wordt bediend door de volgende tramlijnen: R1, R2, R3, R4, R6 (halte: Perešská).

### Autobussen
Het stedelijk en voorstedelijk vervoer wordt eveneens verzekerd bij middel van autobussen. De lijnen met nummers 20, 21, 23, 25, 52, N3, RA2, RA3, RA4, RA5, RA6 bedienen het stadsdeel.

## Illustraties

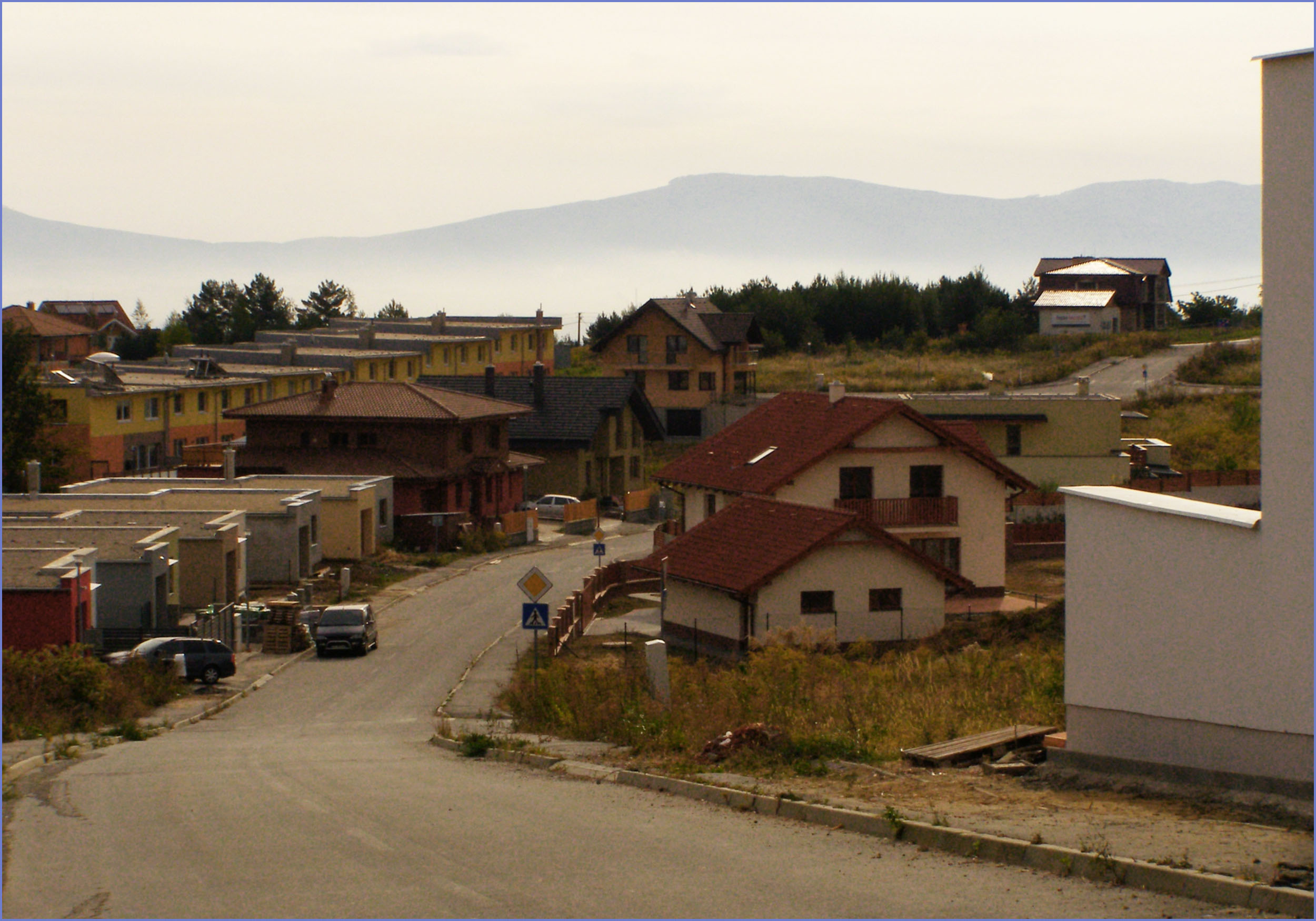
Jonge woningen.
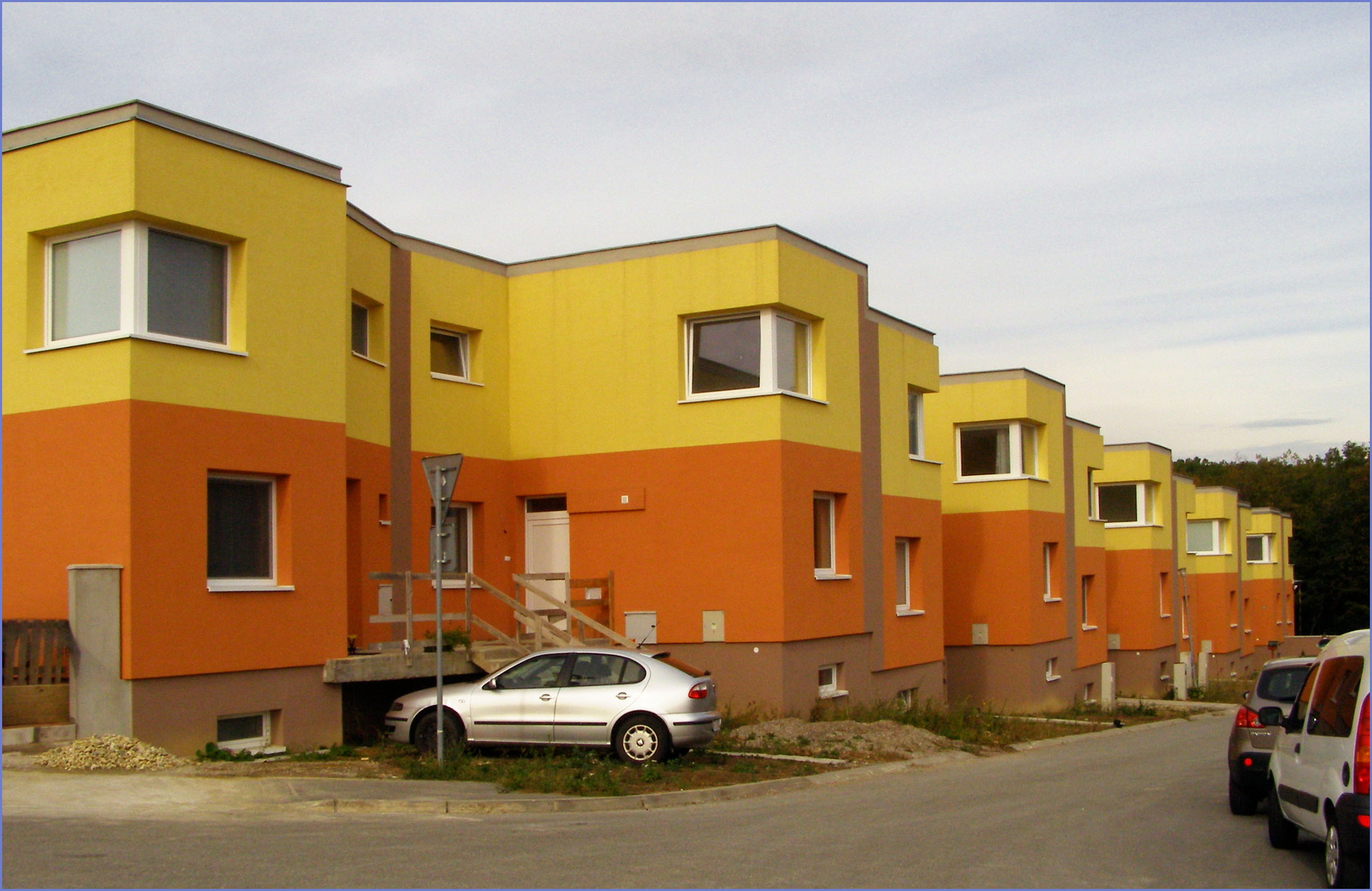
Nieuwbouw.
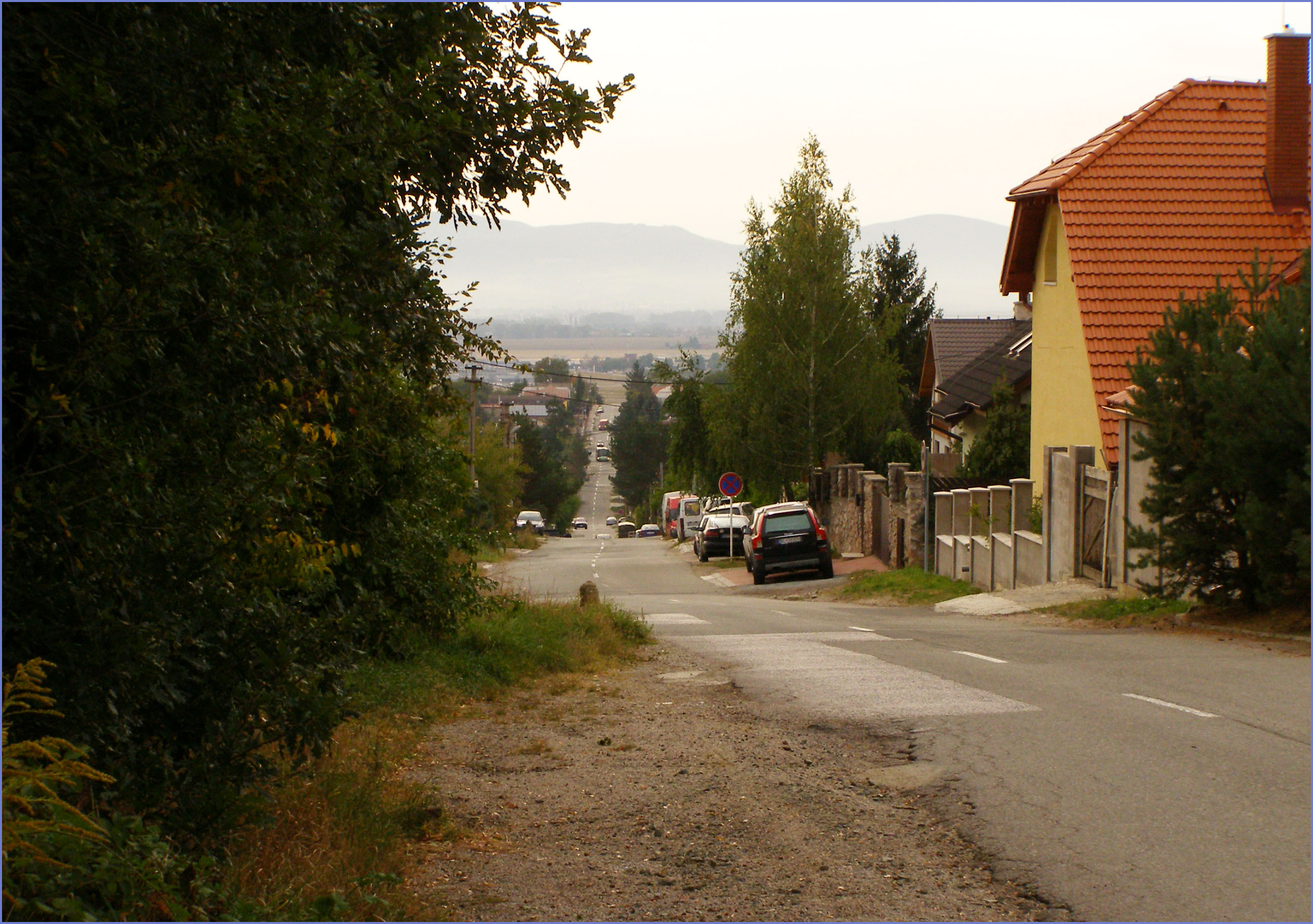
Bystrická ulica.

## Externe koppeling
- Officiële website van het stadsdeel Pereš
- Cassovia